# Asuel
Asuel is een plaats en voormalige gemeente in het Zwitserse kanton Jura en maakt deel uit van het district Porrentruy. Asuel telt 194 inwoners. In 2009 is de gemeente gefuseerd naar de gemeente La Baroche.

## Geboren
- Fernand Corbat (1935-2010), journalist, bestuurder en politicus